# Anneleen Liégeois
Anneleen Liégeois (Antwerpen, 14 januari 1980) is een Vlaamse actrice en presentatrice.

## Levensloop
Liégeois groeide op in Westmalle samen met haar twee oudere zussen. Ze is afgestudeerd als "Meester in de Woordkunst" aan het Herman Teirlinck Instituut van Antwerpen.
In 2000 nam Anneleen voor het eerst plaats achter de microfoon van Radio Contact in Turnhout.
In 2002 begon haar televisieavontuur als "Katrijn" in de jongerenserie Spring op Ketnet. In 2003 speelde ze een gastrol in F.C. De Kampioenen en in Witse op Eén. Sinds 2003 is ze ook zangeres in de jongerengroep Spring. Spring deed in 2004 mee aan de Belgische voorrondes van het Eurovisiesongfestival.
In september 2004 begon Anneleen als VJ op de muziekzender JIMtv en daar presenteerde ze al een aantal verschillende programma's. In de zomer van 2006 presenteerde ze samen met Sandrine, Elke Vanelderen en Erika Van Tielen op het eerste digitale net van VTM voor Belgacom TV: VTMzomer.
Sinds november 2006 is Anneleen te zien als "Kyra" in Wittekerke. Op 6 december 2006 speelde ze haar laatste optreden met de groep Spring. Begin 2007 verdwijnt ook "Katrijn" uit de serie Spring.
In de herfst van 2007 neemt Anneleen deel aan Sterren Op Het IJs op VTM.
Begin 2008 begint ze te werken voor Radio Donna als sidekick van David van Ooteghem tussen 6 en 9. Later presenteerde ze tijdens het weekend Sunday Match. Na het einde van Donna, ging ze bij MNM aan de slag als vervanger en netstem.
In 2009 maakte Liégeois haar intrede in de VTM-soap Familie als Jennifer.
In 2010 zette ze een punt achter haar publieke carrière. Ze verhuisde naar Portugal en begon een nomadenbestaan, wat ze documenteerde op haar YouTube-kanaal.
In 2023 regisseerde, monteerde en acteerde Liégeois in haar eerste kortfilm The Bear, een dramatisch verhaal zonder woorden. Nadien acteerde ze in meerdere Engelstalige kortfilms zoals The South Bank van regisseur Christopher Michael Heisler, een CamCat productie, Emissary of Death van regisseur Krystof Keshav, een The Lab productie, The Christmas Market van acteur en regisseur Bob Tapper. Liégeois regisseerde, monteerde en acteerde ook in haar eigen versie van de muziek video Tierra Para Bailar, een nummer van de Spaanse popgroep Varry Brava. Op het einde van 2023 regisseerde, monteerde en acteerde ze in haar tweede kortfilm The Sweetest Boyfriend I Ever Had, een dramatische monoloog. 
Datzelfde jaar nam ze ook deel aan enkele opnames van Moderne Dans die ze publiceerde op haar YouTubekanaal.

## Filmografie

### Tv (actrice)
- Spring als Katrijn Van Asten (2002-2007)
- Samson & Gert als Katrijn Van Asten (2003)
- F.C. De Kampioenen als Sandra (2003)
- Witse als Virginie Versweyveldt (2003)
- Wittekerke als Kyra Bran (2006-2008)
- Familie als Jennifer Verjans (2009-2010)
- David als Barbara Vinck (2009)

### Tv (zichzelf)
- Vriendinnen op Vitaya (2002)
- Eurosong Bizz (2004)
- Eurosong 2004 (2004), deelneemster met Spring
- JIMtv (2003-2007), presentatrice
- Fata Morgana (2005), presentatrice
- VTMzomer (2006), presentatrice
- Sterren Op Het IJs (2007), deelneemster

### Tv (stem)
- Mama Mirabelle's Home Movies: Bo, het luipaard

### Kortfilms
- The Bear van Anneleen Liégeois (2023)
- The South Bank van Christopher Michael Heisler (2023)
- Emissary of Death van Krystof Keshav (2023)
- The Christmas Market van Bob Tapper (2023)
- The Sweetest Boyfriend I Ever Had van Anneleen Liégeois (2024)
- Delicioso Sortido de Cinco Bombons van Krystof Keshav (2024)

### Extra
- Flow in Connection een documentaire over Contact Improvisatie (dans) van Rasmus Andersson (2024)
- Detectives at night een spannende detectivescène van Christopher Michael Heisler, een A.C.C. productie (2024)
- I wanna be loved een video clip over een straat muzikant, van zanger Don, een Wild Breeze Production (2024)

## Muziek
- Spring (zangeres)
- Radio Contact (presentatie)
- Radio Donna (presentatie)
- MNM (presentatie – vervanging)

Laatste (per 2 januari 2009):
Joyce Beullens · Tom De Cock · Sebastian Decrop · Evy Gruyaert · Johan Henneman · Mark Heyninck · Anneleen Liégeois · Kris Luyten · Caren Meynen · Dave Peters · Marc Pinte · Thibaut Renard · Ann Reymen · Ben Roelants · Benjamien Schollaert · Elias Smekens · Stijn Smets · Lotte Stevens · Ann Van Elsen · Brecht Vanmeirhaeghe · Sofie Van Moll · David Van Ooteghem
Geschiedenis (1992–2009):
Jan Bosman · Ben Crabbé · Dominique Crommen · Erwin Deckers · Steve De Coninck-De Boeck · Kevin De Geest · Leen Demaré · Bart De Prez · Margot Derycke · Marc Deschuyter · Els Ermens · Michel Follet · Anne Gies · Jeroen Gorus · Walter Grootaers · Kristof Hayen · Geert Hoste · Mark Lefever · Kristien Maes · Kris Mannaerts · Luc Mertens · Johan Notenbaert · Sven Ornelis · Jaak Pijpen · Alexandra Potvin · Katja Retsin · Fien Sabbe · Bart Saerens · Mieke Scheldeman · Cara Van der Auwera · Iris Van Impe · Birgit Van Mol · Rob Vanoudenhoven · Evert Venema · Sofie Verbruggen · Ronald Verhaegen · Peter Verhulst · Jean Vijdt · Robin Vissenaekens · Albrecht Wauters · Niels William · Yasmine